# David Pallas
David Pallas (* 7. Juli 1980 in A Laracha, Galizien, Spanien) ist ein ehemaliger Fußballspieler mit schweizerischer und spanischer Nationalität.

## Leben
Pallas begann seine Jugendkarriere beim FC Zürich, wo er im Jahr 2001 den Sprung in das Profiteam schaffte. In der Winterpause der Saison 2004/2005 entschied sich Pallas für einen Wechsel zum Ligakonkurrenten FC Thun, mit dem er sich noch in derselben Saison völlig überraschend für die Champions League qualifizierte. Der nur 1,69 Meter große Rechtsverteidiger nahm die Gelegenheit gegen namhafte Gegner wie zum Beispiel dem Thuner Gruppengegner FC Arsenal in der europäischen „Königsklasse“ zu spielen jedoch nicht wahr und wechselte stattdessen zum VfL Bochum, wo man seinerzeit dringend einen Ersatz für den verletzten Rechtsverteidiger Søren Colding suchte und mit Marcel Koller gerade erst einen Landsmann Pallas’ als Trainer verpflichtet hatte. Als Beweggründe für seinen Wechsel nach Bochum gab Pallas an, dass er beim Ruhrgebietsklub die bessere Perspektive sehe und finanzielle Gesichtspunkte eher eine Nebenrolle gespielt hätten. Nachdem der Schweizer zunächst einige Spiele für den VfL absolvierte, sich anschließend jedoch wieder mit der Ersatzbank abfinden musste, gelang ihm zum Ende der Rückrunde der Saison 2005/2006 der Sprung zurück in die Stammelf des VfL Bochum. Für diesen bestritt er 21 Ligaspiele und trug die Rückennummer 36. Pallas besaß beim Ruhrpott-Klub einen Vertrag bis zum Jahr 2007 mit einer vereinsseitigen, einjährigen Option, die jedoch nicht wahrgenommen wurde.
Nach erfolgloser Suche nach einem neuen Profiverein und Trainingsaufenthalten beim FC Wil und beim Trainingslager der deutschen Spielergewerkschaft VDV in Duisburg ist David Pallas vom Profifussball zurückgetreten.
In der Vorrunde der Saison 2014/15 spielte Pallas als Spielertrainer und ab der Rückrunde 2014/2015 als Trainer beim FC Ibach in der 2. Liga Inter. Zum Ende der Saison beendete Pallas seine Fußballlaufbahn als Spieler.

## Titel / Erfolge
- Schweizer Vizemeister 2005 mit dem FC Thun
- Aufstieg in die 1. Bundesliga 2006 mit dem VfL Bochum